# 9M14 Malutka

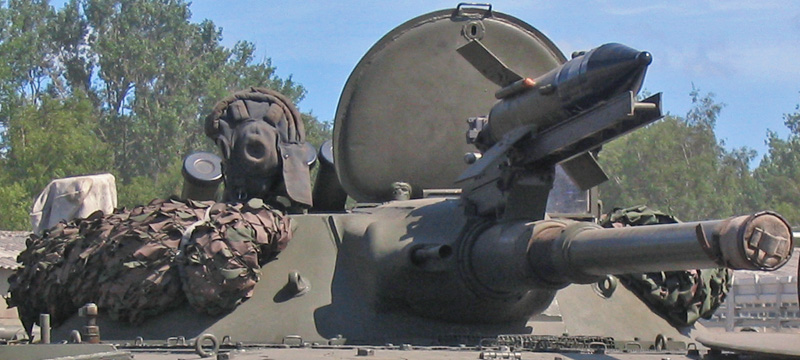
Wyrzutnia 9S415 z pociskiem 9M14 Malutka na wieży BPzV

9M14 Malutka (kod NATO AT-3 Sagger) – przeciwpancerny pocisk kierowany, zaprojektowany w ZSRR. Pocisk jest najprawdopodobniej najliczniej produkowanym pociskiem na świecie; jego produkcja dochodziła w latach 60. i 70. do 25000 pocisków rocznie. Poza tym, pociski były produkowane pod innymi nazwami przez 5 innych krajów, a użytkowane przez ponad 30 państw.

## Historia
Przeciwpancerny pocisk kierowany 9M14 Malutka został wprowadzony do uzbrojenia w 1961 roku. Był pierwszym skonstruowanym w ZSRR ppk na tyle lekkim, że możliwe było opracowanie wyrzutni przenośnych (wcześniejsze pociski 3M6 Trzmiel i 3M11 Falanga ważyły ponad 20 kg i były odpalane z wyrzutni samochodowych). Bazował na zachodnich pociskach z lat 50. takich jak francuski Entac i szwajcarski Cobra.
W ZSRR ręczna wersja pocisku rozpoczęła służbę w zmotoryzowanych plutonach batalionów przeciwpancernych. Każdy pluton posiadał dwie sekcje z pociskami Malutka. Zespoły z pociskami były wyposażone dodatkowo w granatniki RPG-7 tak aby objąć martwą strefę pocisku (minimalny zasięg pocisku Malutka to 500 metrów). Pocisk jest również uzbrojeniem pojazdów BMP-1, BMD-1 i BRDM-2 (w wersji przeciwpancernej).
Pociski używane były z powodzeniem, poczynając od 1972 roku, przez siły Wietnamu Północnego w czasie wojny wietnamskiej. Użyte zostały także przez Syrię i Egipt podczas wojny Jom Kipur w 1973; zadały duże straty jednostkom pancernym Izraela, niektóre jednostki straciły ponad 30% czołgów.
Pocisk 9M14 Malutka stał się podstawowym ppk Układu Warszawskiego. Szybko stał się konstrukcją przestarzałą, ale do dziś jest bardzo rozpowszechniony. Ppk 9M14 był kilkakrotnie modernizowany, w wersji 2T jego przebijalność wynosi 800mm z pancerzem ERA.

## Opis
Pocisk może być odpalony z wyrzutni przenośnej (9P111), z pojazdu (BMP-1, BRDM-2, BPzV, BRM-1, BMP-23, Famos M-80), śmigłowca (Mi-2, Mi-8, Mi-24).
Pocisk jest naprowadzany na cel przez mały manipulator (9S415), co wymaga wcześniejszego intensywnego treningu. Sygnały sterujące są przesyłane do pocisku przez 3-żyłowy przewód ciągnący się za pociskiem. Zaraz po wystrzeleniu pocisk wzbija się w powietrze, tak żeby nie zahaczyć o przeszkody naziemne. Pocisk używa żyroskopu, aby utrzymać pozycję.
Minimalny zasięg pocisku to 500-800 metrów. Maksymalny zasięg wynosi 3000 m. Rażone mogą być cele znajdujące się maksymalnie 45 stopni od osi wyrzutni.
W praktyce prawdopodobieństwo trafienia waha się od 2 do 25% (teoretyczne wyliczenia: 60–90%), w zależności od sytuacji i doświadczenia operatora. Trzeba wykonać około 2300 strzałów na symulatorze, żeby być biegłym w obsłudze pocisku, jak również 50-60 strzelań na symulatorze na tydzień, żeby nie stracić wprawy.
Jednym z problemów pocisku jest czas potrzebny na osiągnięcie maksymalnego zasięgu – około 30 sekund, co powoduje, że cel może się ukryć, użyć zasłony dymnej itp.
Późniejsze wersje otrzymały o wiele łatwiejszy w użyciu system naprowadzania SACLOS oraz zwiększoną prędkość lotu pocisku.

## Charakterystyka
- Długość: 860 mm
- Rozpiętość: 393 mm
- Średnica: 125 mm
- Masa: 10,9 kg
- Prędkość: 115 m/s
- Zasięg: 500 m – 3 km
- Czas osiągnięcia maks. zasięgu: 30 sekund
- Głowica: 2,5 kg HEAT